# Voiture-couchettes
Pour les articles homonymes, voir Voiture.

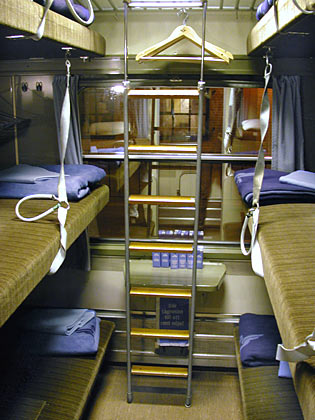
L'intérieur d'un compartiment couchette européen typique, avec six couchettes déployées en configuration de nuit.

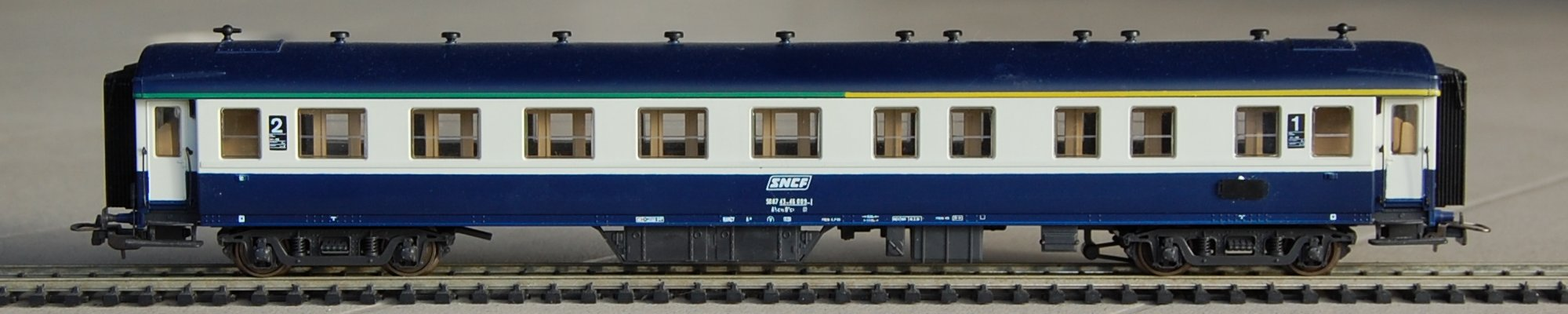
Voiture couchette métallique Est A^{5/2}c^{5/2}B^{5}c^{5} repeinte en livrée couchettes bleu et gris béton de 1978. Modèle réduit produit par Roco.

Une voiture-couchettes est une voiture de chemin de fer conçue pour transporter des voyageurs assis la journée et allongés la nuit, après déploiement des couchettes. Elle ne doit pas être confondue avec une voiture-lits, cette dernière offrant de vrais lits et de meilleurs services au voyageur.
Les voitures-couchettes permettent donc de voyager de jour et de nuit. Elles sont équipées de compartiments préservant l'intimité des voyageurs, certains pouvant être réservés aux dames ou aux familles.

## Historique

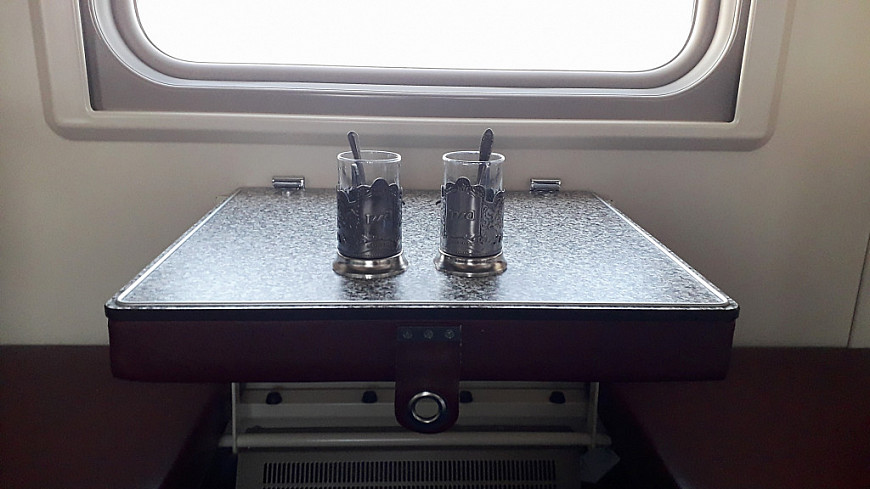
Des verres et une table dans une voiture à siège réservé des chemins de fer russes

La première voiture-couchettes apparaît en 1897 sur le réseau Ouest. Elle était à l'époque affectée à la première classe. En 1922 une voiture mixte 2e et 3e classe est introduite sur la ligne Paris-Brest du réseau Ouest-État. À partir des années 1930, le service s'est généralisé.
Les voitures-couchettes ont connu leur apogée dans les années 1950 à 1980, le voyage de nuit étant souvent préféré pour les longs trajets, au voyage de jour qui faisait perdre du temps. Avec l'arrivée des trains à grande vitesse, cette préférence s'est inversée. De nombreux trains de nuit ont disparu dans les années 1990 — les services couchettes de la SNCF ne représentent aujourd'hui que le quart de ce qu'ils étaient dans les années 1970 — et il a fallu créer des trains plus confortables pour attirer la clientèle, le réseau allemand y parvenant mieux.
À l'étranger, les couchettes ne sont proposées à de rares exceptions, uniquement en version seconde classe. Au Royaume-Uni, il n'existe pas de couchettes, mais uniquement des voitures-lits, généralement à prix moins élevés que sur le Continent.
En Russie, compte tenu des distances, les trains avec couchettes sont très répandus avec un service à trois classes, pour des trajets d’une ou plusieurs nuits.

## Actuellement

### En France
En France, à bord des Intercités de nuit (ex-Lunéa, les trains-couchettes du service intérieur) on trouve des compartiments de 1re classe (une à quatre couchettes maximum par compartiment) et de 2e classe (six par compartiment).
La nouvelle formule « L'espace privatif 1re classe » permet de réserver le compartiment entier pour soi tout seul, ou pour deux ou trois personnes, ceci pour tenter de pallier la disparition, en service intérieur, des voitures-lits. Le montant du supplément à acquitter dépend du nombre de personnes occupant le compartiment (70, 50 ou 40 euros). En 2e classe, il est également possible de réserver le compartiment entier dès que l'on voyage à quatre personnes, pour un supplément de 45 euros.
Dans les deux classes, outre une couette, un nécessaire de nuit (bouchons d'oreilles, masque de sommeil, mini-trousse de toilette, bouteille d'eau) est gracieusement distribué. Enfin, une tisanerie, une nurserie et un point d'accueil sont à la disposition des voyageurs.

## Les voitures-couchettes

### Réseau de la DB

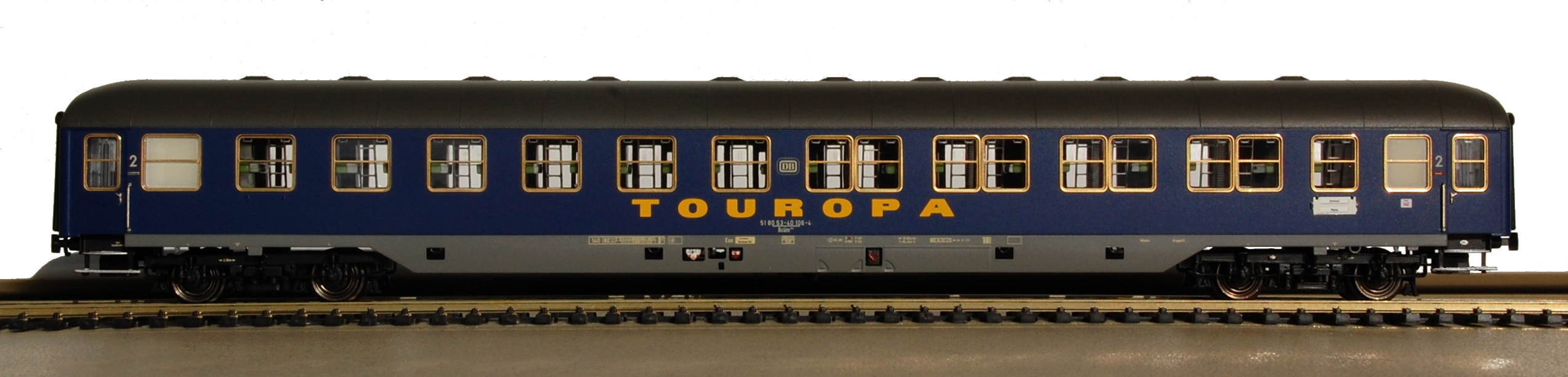
Voiture d'agence UIC-X Bcm^{254}.

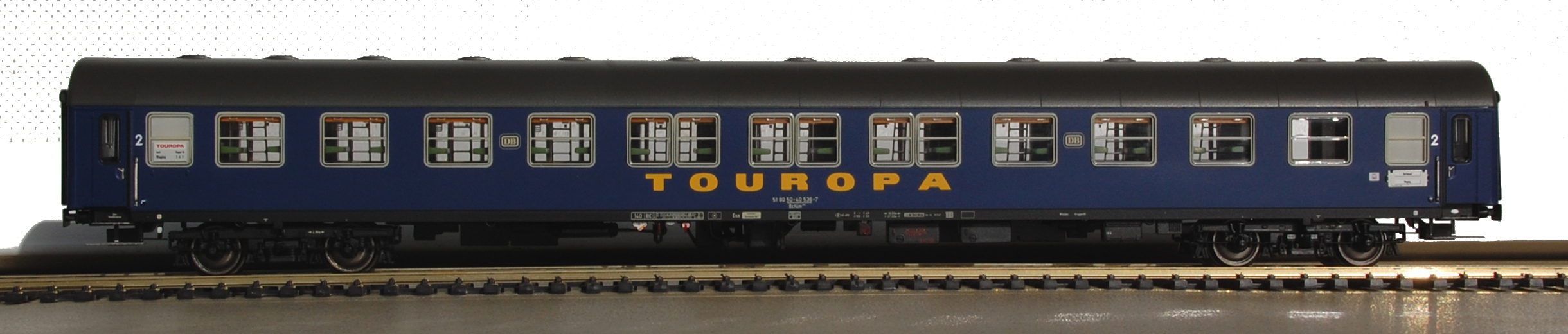
Voiture longue Bctm^{256}.

Les voitures couchettes de la DB sont des voitures :
- de type UIC-X (26.4 m) : 
  - Bcm241 à 11 compartiments commerciaux + 1 de service,
  - Bcm251, voitures d'agence avec jupe,
  - Bcmk255 , ex Bcm241 équipées d'une cuisine,
  - Bcm242 à 6 compartiments normaux + 4 dédoublés + 1 de service,
  - Bcm252 puis Bcm254, voitures d'agence avec jupe qui disposent de 4 compartiments doubles
  - Bcm243, Bocmh244, Bcm246 puis Bvcmz248.x, Bvcmbz249.1 à 10 compartiments commerciaux + 1 de service
- de voitures longues (27.5 m) de type Bctm256, Bctmh257 puis Bocmh244, à 3 compartiments doubles en position centrale + 7 normaux + 1 de service.

### Réseau des ÖBB

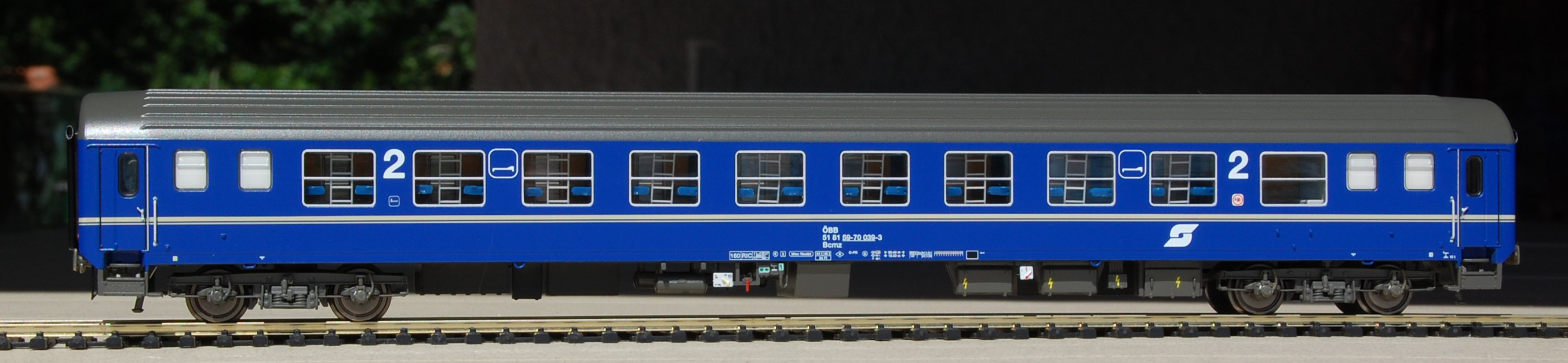
Voiture-couchettes ÖBB Bcmz à 9 compartiments commerciaux et 4 cabinets de toilette.

Les voitures couchettes des ÖBB sont des voitures :
- apparentées aux Bcm 51 85 50-70 suisses :
  - 30 Bcmz 51 81 50-70 000 à 029, 1976, à 10 compartiments à 4 ou 6 couchettes, + 1 pour le service et 2 cabinets de toilettes, construites par Jenbacher Werke AG, Jenbach, Tirol ;
  - 60 Bcmz 51 81 59-70 000 à 059, 1981-1982, à 9 compartiments de 6 couchettes, + 1 pour le service et 4 cabinets de toilettes, même constructeur.
- apparentées aux Bmz 21-91.1 ÖBB :
  - 10 Bcmz 59-91.1
  - 20 Bcmz 59-91.2

### Réseau SNCB
La SNCB a disposé des voitures-couchettes suivantes :
- 40 voitures I3, 1960-1995, des voitures DEV AO B9c9 montées sur bogies Schlieren ;
- 45 voitures I5, 1967, à 10 compartiments commerciaux + 1 de service ;
- 15 voitures I6, 1977, à 10 compartiments commerciaux + 1 de service.

### Réseau SNCF

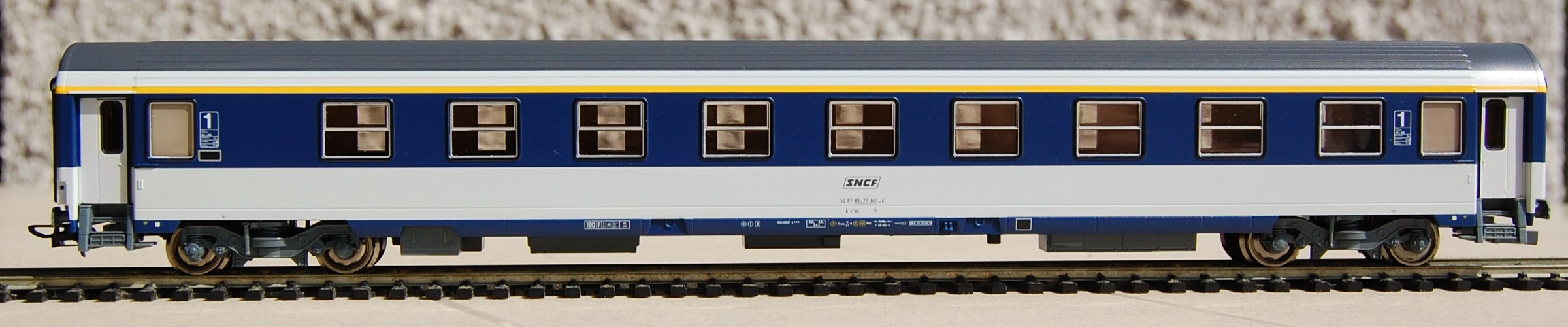
Modèle réduit de voiture-couchettes 1re classe Vu A^{9}c^{9}ux par Roco.

Voitures DEV AOLa SNCF a commandé 140 voitures-couchettes B9c9 DEV AO courtes entre 1946 et 1954, puis 310 B10c10 DEV AO longues de 1954 et 1956 ainsi que 40 A4c4B5c5 mixtes 1re & 2e classe en 1958. Leur réforme a commencé à partir de 1990 et s'est achevée par la vente d'occasion (notamment en Afrique) ou la destruction.
Voitures UICSur les 1327 voitures UIC, 623 — près de la moitié — étaient des voitures-couchettes. De 1964 à 1974, la SNCF a réceptionné 78 voitures B9c9x à toit normal, 370 B9c9x et 275 A4c4B5c5x à toit surélevé. Leur réforme a commencé progressivement à partir de 1990 et les dernières voitures de cette série viennent d'être radiées, avec, pour certaines, une vente d'occasion à l'étranger (Roumanie, Serbie et Monténégro)
Voitures CorailDe 1976 à 1987, la SNCF a réceptionné 475 voitures Vu dont 105 A9c9ux de première classe et 50 AcBcux transformables 1re/2e classe. Il faut aussi ajouter les 20 voitures B12u « cabine 8 » de 1985-1986. Elles disposent de 12 compartiments de 8 places semi-allongées permettant un accueil de grande capacité pour les groupes. D'après un document gouvernemental, il y a aussi des B7c7ux et des B10c10ux, toutes mises en service en 1977 et 1978.

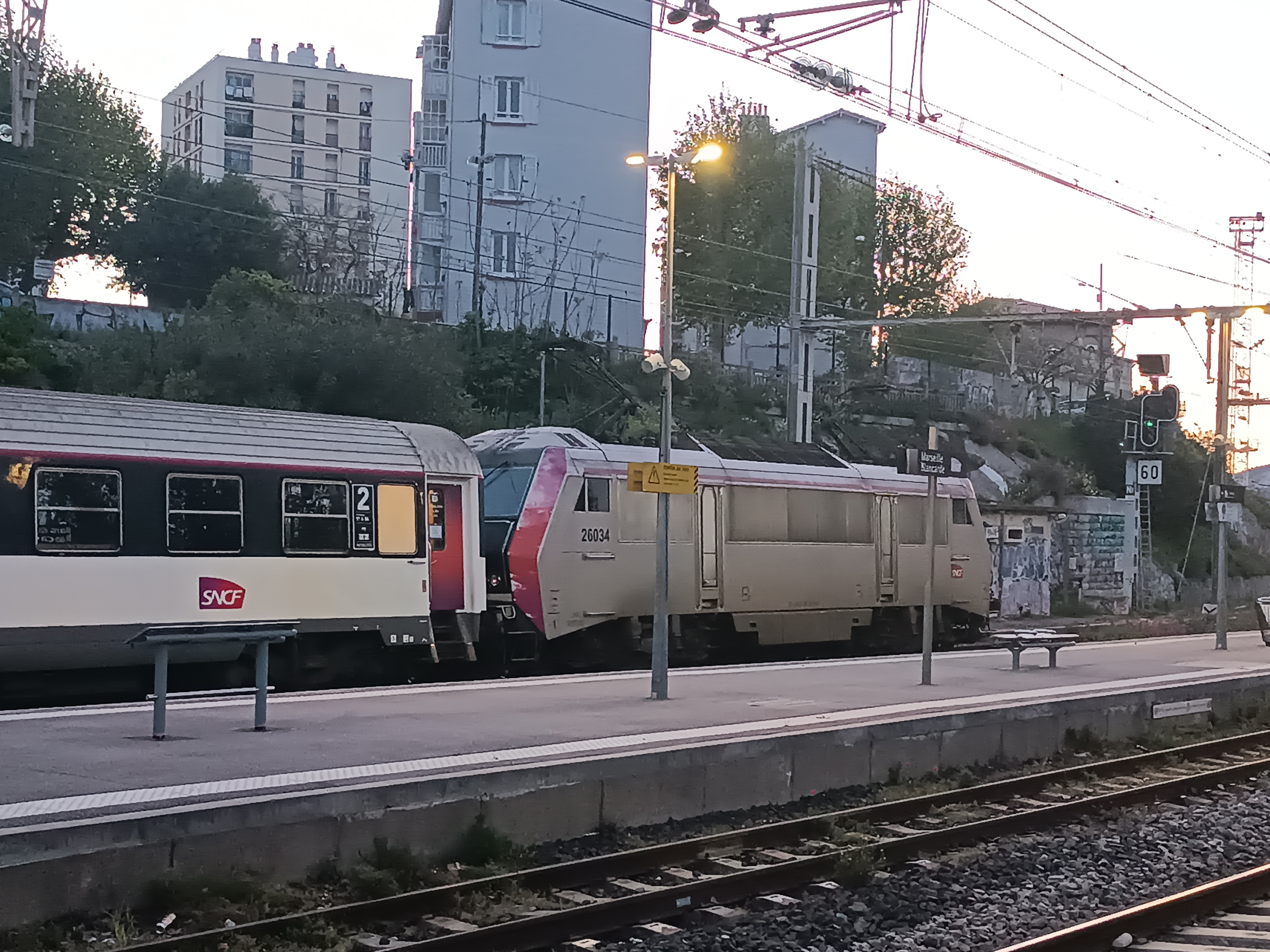
Intercité de nuit en gare de Marseille Blancarde
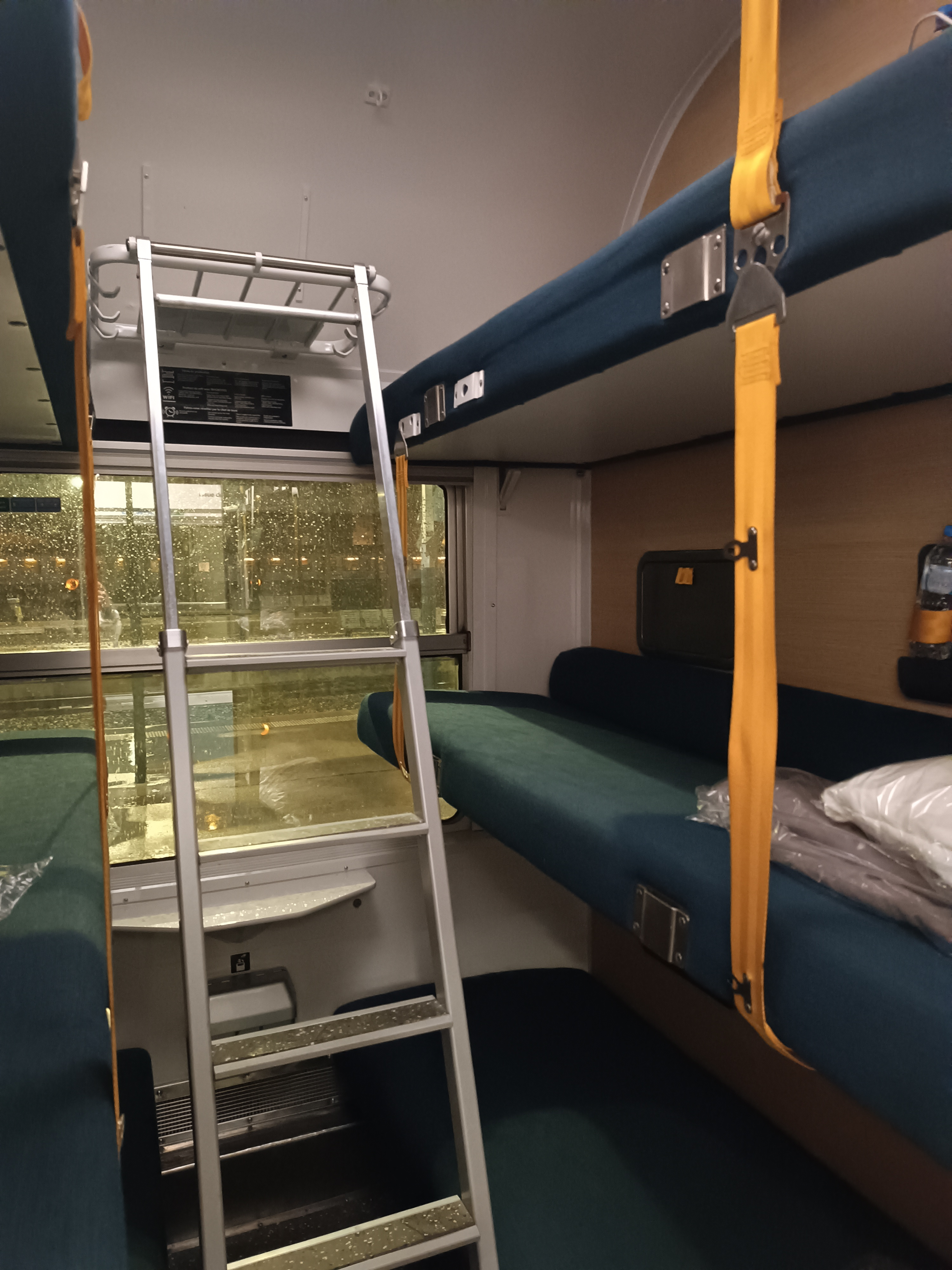
Intérieur rénové d'une voiture couchette Corail 2nde classe
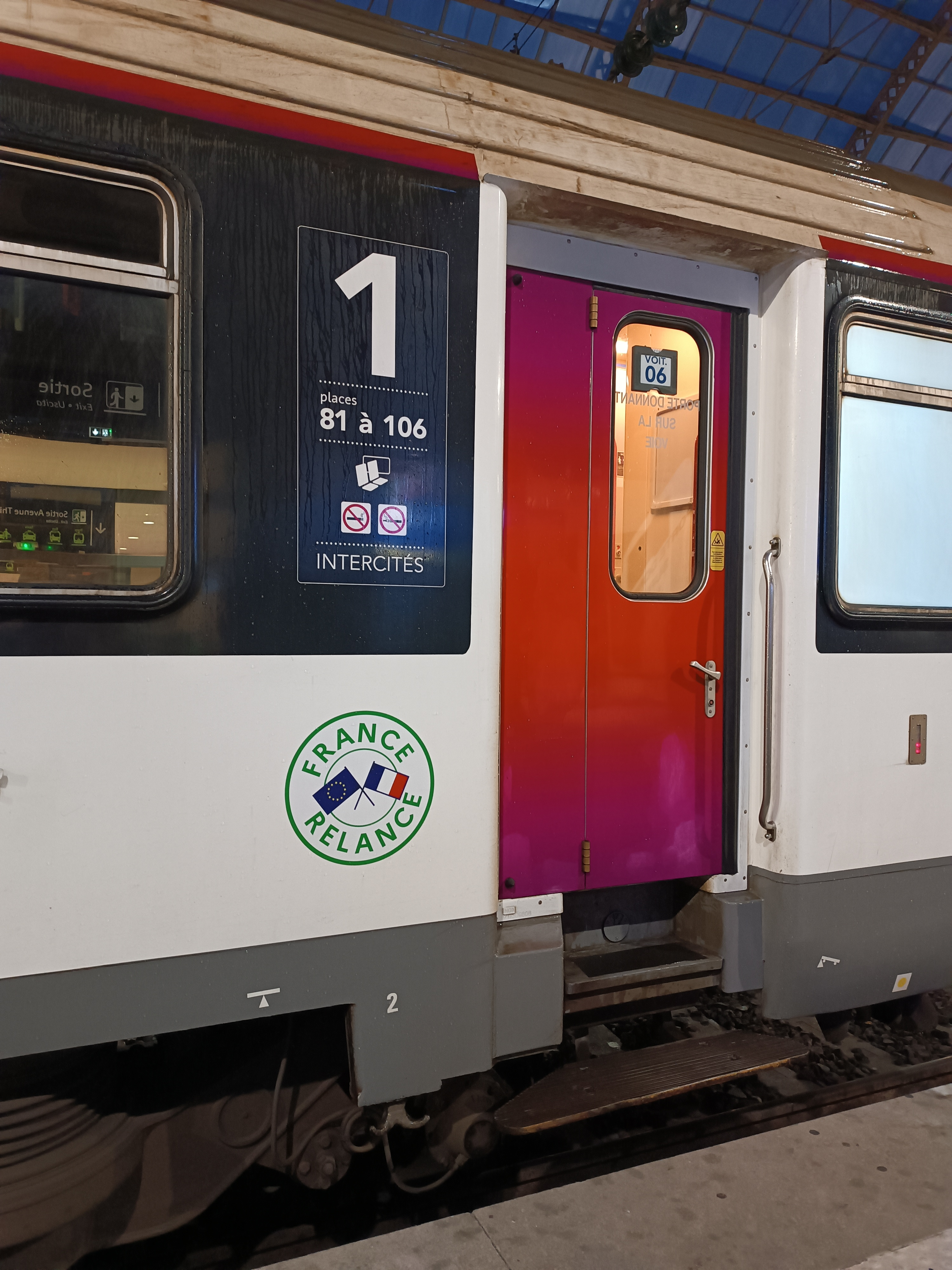
Voiture-couchette Corail première
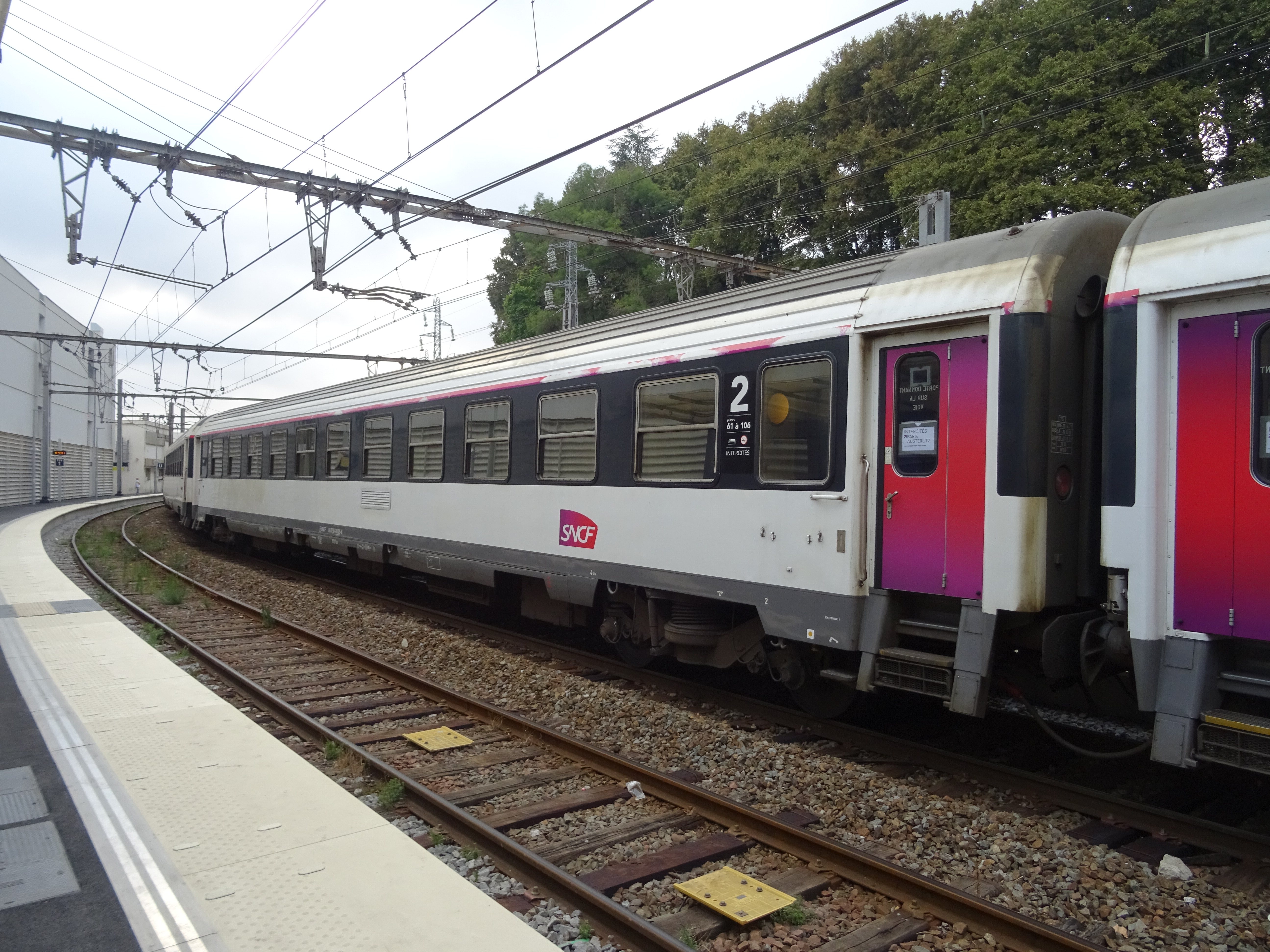
Voiture couchette Corail

### Réseau NS
Les NS disposent des voitures-couchettes suivantes :
- Bcvmh ex TUI

### Réseau des CFF
Les voitures couchettes des CFF étaient des voitures :
- de type UIC-X : Bcm 51 85 50-70 à 10 compartiments commerciaux + 1 de service ;
- de type UIC-Z1 (climatisées) : Bcm 61 85 50-70 à 10 compartiments commerciaux + 1 de service.

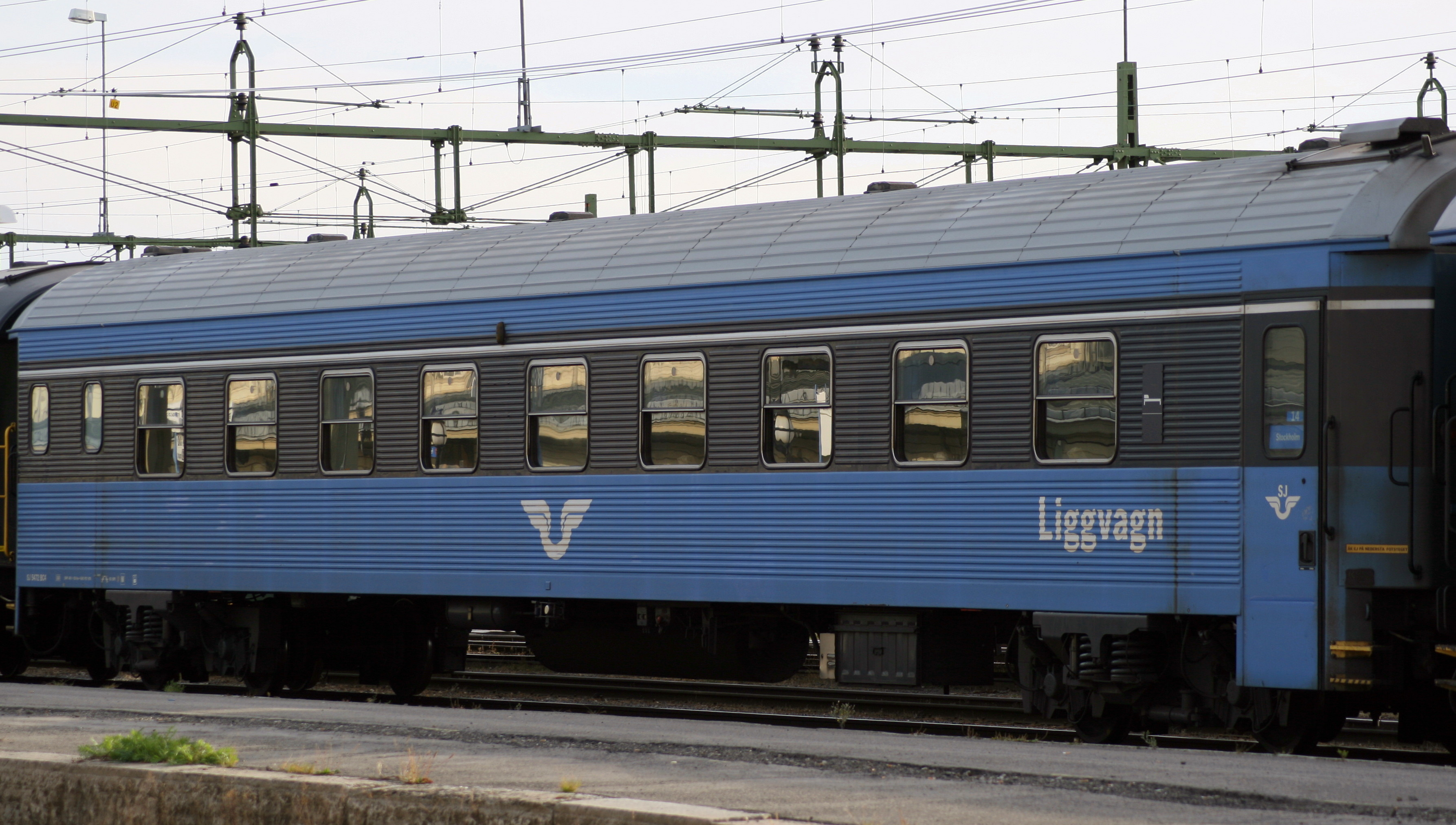
Une BC4 suédoise
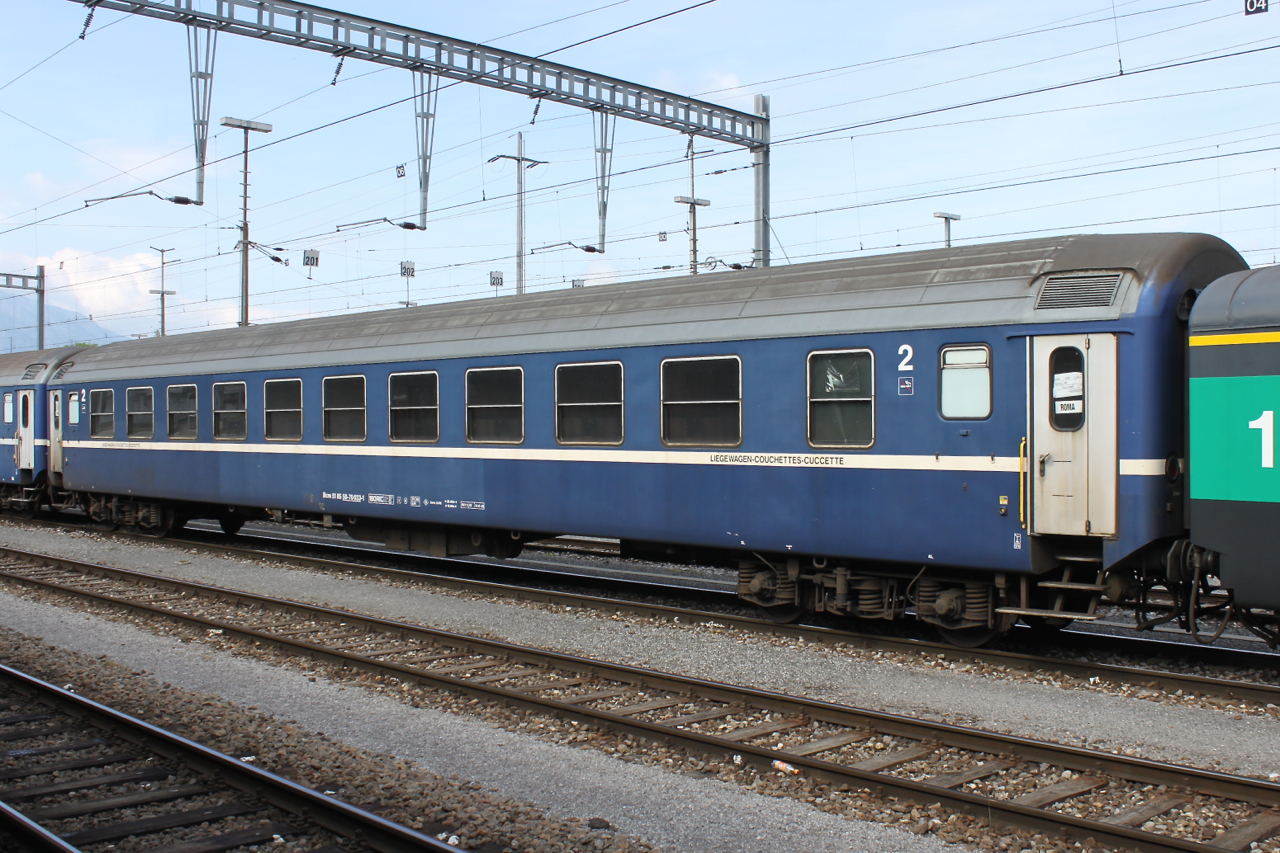
Voiture-couchette UIC-X des CFF.
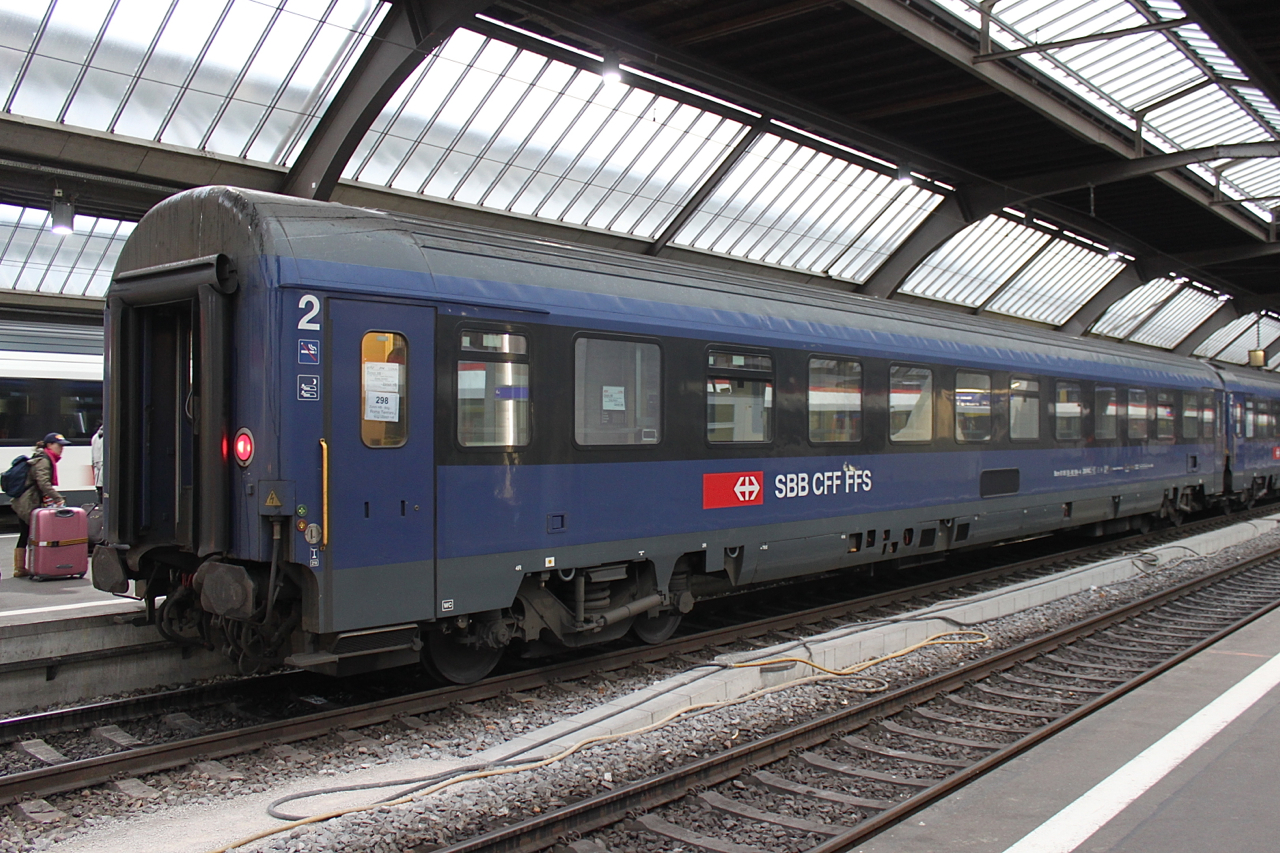
Voiture-couchette Z1 des CFF.
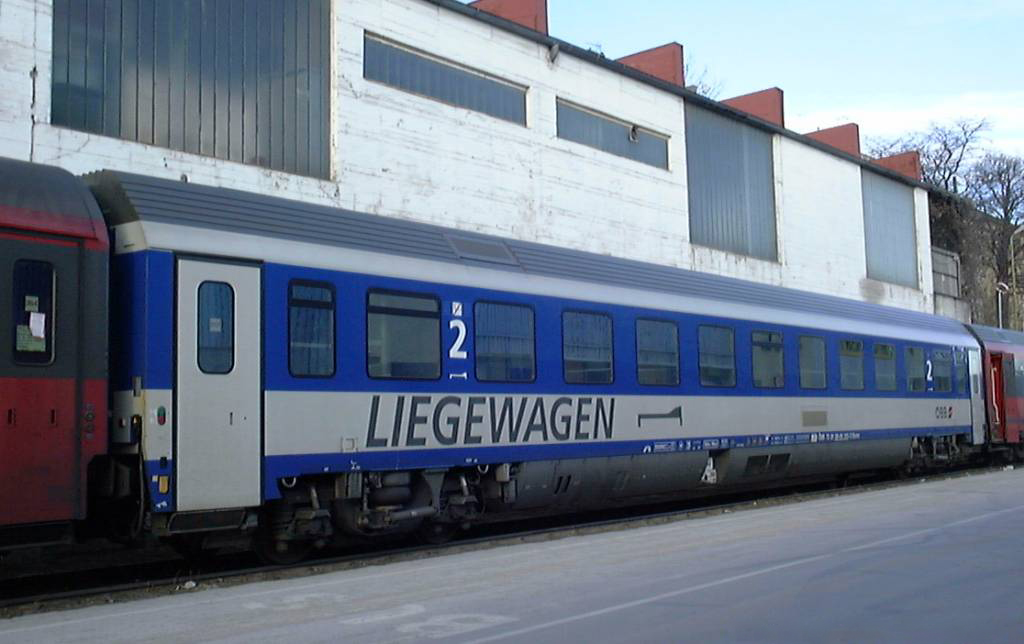
Une voiture-couchette en Autriche
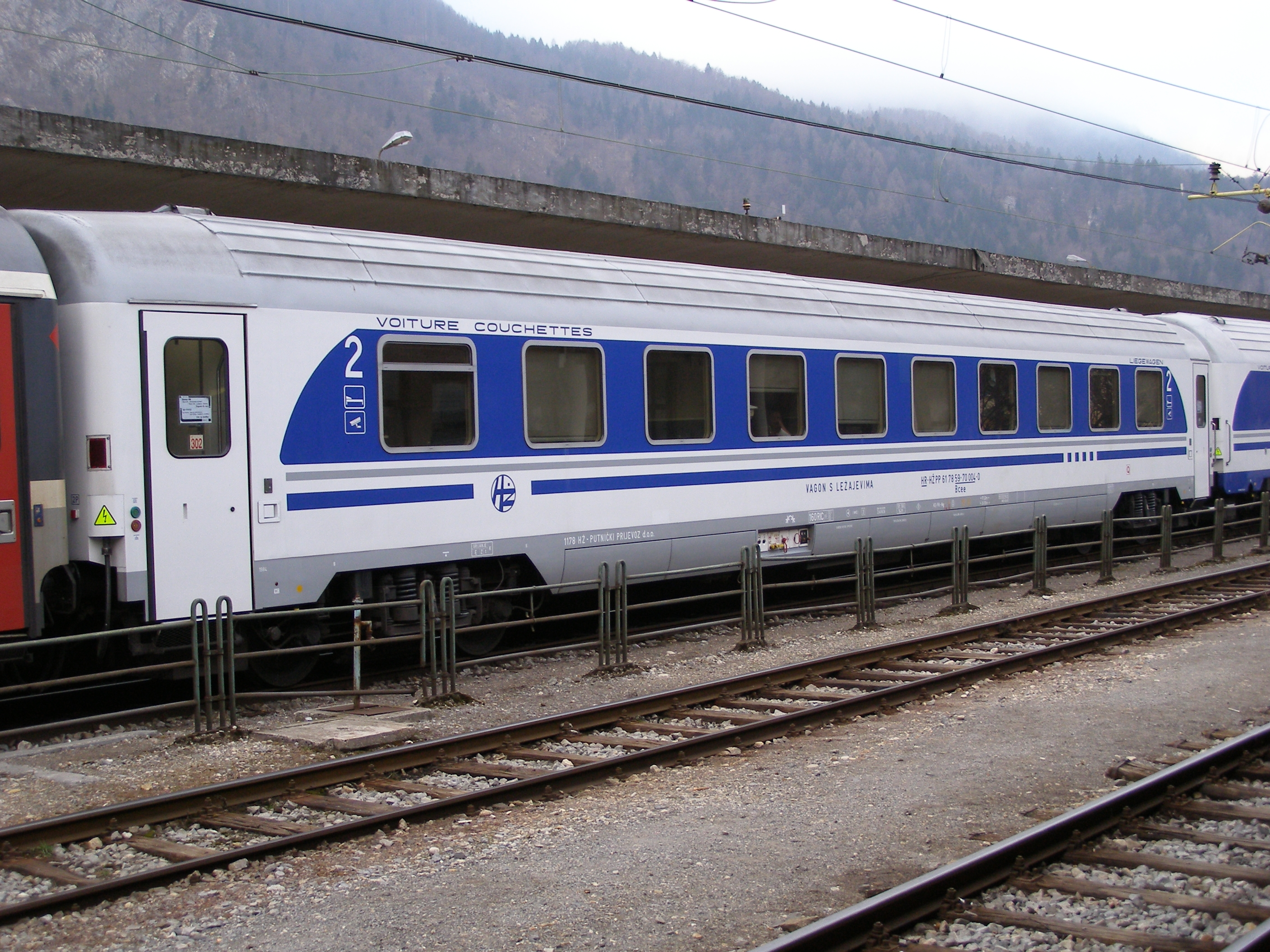
Une Bcee des HŽ (Croatie)

### Chemins de fer russes
Compte tenu des distances, le transport ferroviaire en Russie y est très développé et la société des chemins de fer russes exploite de nombreux trains de nuit. Ceux-ci proposent généralement trois classes : SV (спальный вагон, spal'nyï vagon, « voiture-lits », 1re classe) avec des compartiments à deux couchettes, coupé (купе, « compartiment », 2e classe) avec des compartiments à quatre couchettes et platskart (плацкарта, « réservation ») avec 54 couchettes par voiture.